# 3F Deutsches Museum für Foto-, Film- und Fernsehtechnik
Das 3F Deutsches Museum für Foto-, Film- und Fernsehtechnik, kurz 3F-Museum, befindet sich in der pfälzischen Landstadt Deidesheim und ist an der Weinstraße schräg gegenüber dem historischen Rathaus in den Räumen des Deidesheimer Spitals angesiedelt. Eröffnet wurde das Museum am 8. Dezember 1990 als Museum für Film- und Fototechnik; im Jahr 2000 wurde es nach einer Erweiterung der Ausstellungsfläche umbenannt in Deutsches Film- und Fototechnik Museum. Seit 2018 heißt es 3F Deutsches Museum für Foto-, Film- und Fernsehtechnik.
Auf etwa 400 m² werden mehr als 5500 Exponate aus allen Epochen der Film- und Fototechnik ausgestellt; die Sammlung ist eine der größten im  Bereich Film- und Fototechnik in Europa. Außerdem ist eine Kopie des Patents auf das Rauschunterdrückungsverfahren von Ray Dolby, die der amerikanische Ingenieur im Februar 2001 in einem persönlichen Brief an das Museum schickte, in der Schau ausgestellt.
Zur Finanzierung trägt unter anderem auch der Trägerverein 3F Deutsches Museum für Foto-, Film- und Fernsehtechnik e. V. bei. Das Museum erhält unter anderem Sachspenden von Agfa, Kodak und ARRI, aber auch von Fernsehsendern wie dem ZDF und dem Südwestrundfunk.